# Pulaski (Town)
Die Town of Pulaski ist eine von 14 Towns im Iowa County im US-amerikanischen Bundesstaat Wisconsin. Im Jahr 2010 hatte die Town of Pulaski 400 Einwohner.
Town hat in Wisconsin eine grundlegend andere Bedeutung, als im übrigen englischsprachigen Bereich. Vielmehr entspricht sie den in den anderen US-Bundesstaaten üblichen Townships, die nach dem County die nächstkleinere Verwaltungseinheit bilden.
Das Gebiet der Town of Pulaski ist Bestandteil der Metropolregion Madison.

## Geografie
Die Town of Pulaski liegt im Südwesten Wisconsins am Südufer des Wisconsin River, einem linken Nebenfluss des Mississippi. Der am Mississippi gelegene Schnittpunkt der drei Bundesstaaten Wisconsin, Iowa und Minnesota liegt rund 110 km nordwestlich; nach Illinois sind es rund 80 km in südlicher Richtung.
Die geografischen Koordinaten des Zentrums der Town of Pulaski sind 43°09′34″ nördlicher Breite und 90°21′01″ westlicher Länge. Sie erstreckt sich über eine Fläche von 115,6 km², die sich auf 112,1 km² Land- und 3,5 km² Wasserfläche verteilen. Die Town of Pulaski umschließt jeweils von drei Seiten die selbstständigen Gemeinden Muscoda (im Nordwesten) und Avoca (im Norden), ohne dass diese der Town angehören.
Die Town of Pulaski liegt im äußersten Nordwesten des Iowa County und grenzt an folgende Nachbartowns:
| Town of Eagle (Richland County) Village of Muscoda | Town of Orion (Richland County) Village of Avoca | Town of Buena Vista (Richland County) |
| Town of Muscoda (Grant County)                     | Kompassrose, die auf Nachbargemeinden zeigt      | Town of Clyde                         |
| Town of Castle Rock (Grant County)                 | Town of Highland                                 |                                       |

## Verkehr
Der entlang des Wisconsin River verlaufende Wisconsin State Highway 133 führt in West-Ost-Richtung durch die Town. Von diesem zweigt der Wisconsin State Highway 80 nach Süden ab. Daneben führen durch das Gebiet der Town of Pulaski noch die County Highways N und P. Alle weiteren Straßen sind untergeordnete Landstraßen sowie teils unbefestigte Fahrwege.
Entlang des Wisconsin River verläuft für den Frachtverkehr eine Eisenbahnlinie der Wisconsin and Southern Railroad, die vom Mississippi nach Madison und von dort weiter nach Milwaukee führt.
Die nächsten Flughäfen sind der Dubuque Regional Airport in Iowa (rund 100 km südsüdwestlich), der Dane County Regional Airport in Wisconsins Hauptstadt Madison (rund 100 km östlich) und der Chicago Rockford International Airport (rund 190 km südöstlich).

## Bevölkerung
Nach der Volkszählung im Jahr 2010 lebten in der Town of Pulaski 400 Menschen in 159 Haushalten. Die Bevölkerungsdichte betrug 3,6 Einwohner pro Quadratkilometer. In den 159 Haushalten lebten statistisch je 2,52 Personen.
Ethnisch betrachtet setzte sich die Bevölkerung zusammen aus 93,8 Prozent Weißen, 0,5 Prozent amerikanischen Ureinwohnern, 0,3 Prozent Asiaten, 0,3 Prozent Polynesiern sowie 1,5 Prozent aus anderen ethnischen Gruppen; 3,8 Prozent stammten von zwei oder mehr Ethnien ab. Unabhängig von der ethnischen Zugehörigkeit waren 4,0 Prozent der Bevölkerung spanischer oder lateinamerikanischer Abstammung.
21,5 Prozent der Bevölkerung waren unter 18 Jahre alt, 67,2 Prozent waren zwischen 18 und 64 und 11,3 Prozent waren 65 Jahre oder älter. 45,3 Prozent der Bevölkerung war weiblich.
Das mittlere jährliche Einkommen eines Haushalts lag bei 48.036 USD. Das Pro-Kopf-Einkommen betrug 24.598 USD. 17,9 Prozent der Einwohner lebten unterhalb der Armutsgrenze.

## Ortschaften in der Town of Pulaski
Neben Streubesiedlung existiert in der Town of Pulaski keine weitere Siedlung.